# Осердів
Осердів (пол. Oserdów) — село в Польщі, у гміні Ульгівок Томашівського повіту Люблінського воєводства. Населення складає 41 особа (2011).

## Історія
6-15 липня 1947 року під час операції «Вісла» польська армія виселила з села на приєднані до Польщі північно-західні терени 89 українців. У селі залишився 21 поляк.
У 1975—1998 роках село належало до Замойського воєводства.
24 березня 2024 року, о 04:23, відбулося порушення повітряного простору Польщі однією з крилатих ракет дальньої авіації РФ. За даними польських військових, об'єкт увійшов у польський простір поблизу Осердіва та пробув 39 секунд. Речник МЗС Польщі Павел Вронський заявив, що «Передусім ми закликаємо РФ припинити повітряні терористичні атаки на жителів і територію України, закінчити війну і зайнятися внутрішніми проблемами країни». Польські повітряні сили підняли два літака F-16, а саме головне, коли ракета порушила повітряний простір на державному кордоні, вони не вжили ніяких заходів і «провели ракету» в Україну поки вона покинула територію Польщі. У ніч на 24 березня російські окупанти атакували Україну 29 крилатими ракетами та 28 ударними БПЛА типу Shahed. Пізніше речник Оперативного командування Збройних сил Польщі підполковник Яцек Горишевський відзвітував, що «Збивати російську ракету, що залетіла в повітряний простір Польщі, було б ризиковано, в першу чергу, для місцевого населення. Рішення базувалося на інформації з наших радіолокаційних систем. Оцінка траєкторії, швидкості та висоти польоту ракети вказувала на те, що вона покине наш повітряний простір».

## Населення
Демографічна структура станом на 31 березня 2011 року:
|          | Загалом | Допрацездатний вік | Працездатний вік | Постпрацездатний вік |
| -------- | ------- | ------------------ | ---------------- | -------------------- |
| Чоловіки | 20      | 3                  | 12               | 5                    |
| Жінки    | 21      | 6                  | 9                | 6                    |
| Разом    | 41      | 9                  | 21               | 11                   |

## Особистість
Уродженець села:
- Іван Кравчук (1908—1986) — український громадсько-політичний діяч[7].